# 桜井一枝&井上雅雄のるんるん土曜リクエスト
『桜井一枝&井上雅雄のるんるん土曜リクエスト』（さくらいかずえ・いのうえまさおのるんるんどようリクエスト）は、MBSラジオ（毎日放送）で2017年4月8日から2020年3月14日まで毎週土曜日の午後に放送されていた音楽リクエスト番組。桜井一枝（フリーアナウンサー）および井上雅雄（毎日放送アナウンサー）の冠番組でもあった。
基本として、毎週土曜日の13:59 - 17:43（JST）に生放送。プロ野球シーズンには、『MBSベースボールパーク』としてデーゲーム中継を内包する関係で放送時間を変更したり、17:59以降に『MBSベースボールパーク るんるん土曜リクエスト延長スペシャル』を放送したりすることがあった。

## 概要
『時さんのまるごとリクエスト』（1987年開始）『青ちゃんのてるてるリクエスト』『西靖&桜井一枝のわくわく土曜リクエスト』『河田直也&桜井一枝のうきうき土曜リクエスト』（『うきうき』）に続く桜井出演の『土曜リクエスト』シリーズ第5代の生放送番組で、『うきうき』から放送枠や一部の企画を継承。現役のスポーツアナウンサーでもある井上を桜井の相手役に起用したり、『土曜の午後は音楽とスポーツでいい気分』というコンセプトを打ち出したりするなど、『うきうき』までのシリーズとは一線を画す試みも為されていた。
井上がMBSラジオの音楽生ワイド番組でレギュラーパーソナリティを務めるのは、月曜日のパーソナリティを担当していた『MBSサウンドキングダム』が2009年4月編成で終了して以来8年振り。スポーツアナウンサーとしての活動も続けるため、野球・ゴルフ などのスポーツ中継との兼ね合いで休演する場合には、他のスポーツアナウンサーが交互に、井上の代役を務めた。この場合には、番組タイトルのうち『井上雅雄』を当該アナウンサーの氏名に差し替えていた。一方の桜井は、「生涯一トークの捕手」と銘打って、井上をはじめスポーツアナウンサーの個性を引き出す役目を担った。番組公式サイトのタイトルバナー、ポスター、ノベルティ・グッズ（クオカード）にも、阪神タイガースを連想させる黒色帽・縦縞のユニフォーム姿で井上が投手・桜井が捕手に扮した写真が使われている。
2020年3月14日 で放送を終了。桜井が32年半にわたって出演してきた『土曜リクエスト』シリーズにも幕を下ろすことが決まったため、同年2月8日以降の放送分では、過去の『土曜リクエスト』シリーズの復活版（『 - 土曜リクエスト・リターンズ』）を順次編成した。
『井上雅雄&桜井一枝のるんるん土曜リクエスト　ファイナル』と銘打たれた最終回には、『土曜リクエスト』シリーズを通じて「桜井チルドレン」（詳細後述）と扱われていた毎日放送の男性アナウンサーから、西靖・河田直也・金山泉・三ツ廣政輝（当日のラジオ番組表では「桜井チルドレン」と総称）がゲストで出演。スタジオに登場できなかった「チルドレン」から桜井に宛てたリクエスト曲や楽器演奏の音源を放送したほか、桜井が阪神の現役捕手時代から大ファンであることを公言している矢野燿大（放送時点では阪神の一軍監督）からも、井上を介して桜井へのメッセージが寄せられた。
MBSラジオでは2020年の4月改編から、桜井の単独出演による『桜井一枝のそれそれ!?リクエスト』を、月に1回のペースで『マンデースペシャル2』（月曜日の20:00 - 20:55）に編成（初回放送は同月13日）。また、豊永真琴とスポーツアナウンサー（井上を含めた1名が週替わりで出演）のコンビによる生ワイド番組『豊永真琴のMBSミュージックパーク』が、当番組の放送枠と構成を引き継いだ。ただし、『 - ミュージックパーク』の開始当初は、「MBS土曜午後の音楽番組の守護神・桜井一枝さんが残してくれた」という名目で、投稿したメッセージやリクエストが紹介されたリスナーに前述のクオカードを2枚セットで進呈している。

## 放送時間
- 基本として土曜日 13:59 - 17:43
  - レギュラー放送開始の前週（2017年4月1日）には、『桜井一枝&井上雅雄のるんるん土曜リクエスト前夜祭』というタイトルで、13:45 - 13:55および17:00 - 17:43に放送枠を確保していた。『前夜祭』扱いにしたのは、第89回選抜高等学校野球大会（阪神甲子園球場）決勝戦（当初予定は3月30日）が万が一4月1日に順延した場合と、『MBSベースボールパーク』としてマツダスタジアムから放送する予定の広島東洋カープ対阪神タイガースの開幕カード第2戦中継[4] の中継が延長した場合とに備えての措置だったが、実際、選抜高校野球が天候不良による2日間の中止（3月21日・31日）と引き分け再試合開催日の発生（3月27日…これにより準々決勝後の休養日が消滅）により、決勝戦・閉会式の生中継を1日12:25から挿入。さらに15:12から中継した広島対阪神戦が19:39まで延長されたことから、『前夜祭』の放送は見送られた。
  - プロ野球シーズン中の放送については、『うきうき』時代に続いて、以下の措置を講じていた。
    - 阪神のデーゲーム開催日には、試合開始時間に応じて、開始の5分前から試合終了まで『MBSベースボールパーク』デーゲーム中継をフロート番組（番組内コーナー）として挿入。中継予定の試合が中止になった場合にも、基本として17:00までは、『ベースボールパーク』の提供スポンサーを引き継ぎながら毎日放送本社のラジオスタジオから当番組の全編生放送を実施する[5]。
    - （阪神戦を含む）土曜日の公式戦全試合がデーゲームである場合や、土曜日に中継する予定のナイトゲームが（予備カードを含めて）全試合中止になった場合には、17:59から21:00まで『るんるん土曜リクエスト延長スペシャル』を適宜放送。そのため、放送週によっては、本編を含めて累計7時間の生放送を実施することがあった。
      - 『延長スペシャル』には、MBSラジオの野球解説者がゲスト扱いで随時出演。ただし、『うきうき』時代と違って、21:00まで放送する場合には第1部（17:59 - 20:00）と第2部（20:00 - 21:00）の2部構成を採る。また、桜井は全編にわたって登場するが、パートナーを務めるスポーツアナウンサーや解説者は第1部と第2部で異なっていた。

    - 2017年度には、土曜日にナイトゲームを開催しないことが最初から決まっている週のうち、月に1回のペースで『ナジャ・グランディーバのレツゴーサタデー』（MBS自社制作の生放送番組）を18:00 - 21:00に編成することがある[6]。この場合には、デーゲーム開催の有無を問わず、当番組を本編のみで終了。デーゲームだけを開催する日にデーゲーム中継を17:40以降まで延長する場合には、当番組を休止する代わりに、当番組本編後枠のスポンサー付き事前収録番組（『地震防災メモ』『日本盛プレゼンツ 居酒屋阿希子』[7]）を中継終了後から放送枠のスライド形式で順次放送。『レツゴーサタデー』については、放送開始時間を遅らせたうえで、放送時間の短縮で対応していた。
      - 『延長スペシャル』を編成する週でも、デーゲーム中継を17:40以降まで延長する場合には、主に第1部で『レツゴーサタデー』と同様に放送開始時間の繰り下げ・放送時間の短縮を実施していた。

    - 阪神のナイトゲームを『MBSベースボールパーク』として中継する場合には、17:30頃に前座コーナーを放送。スタジオと中継先の球場をつなぎながら、MBSの自社制作で中継する場合には同局の解説者・実況アナウンサー、他局制作中継の同時ネットを実施する場合にはMBSから派遣されたベンチリポーターが桜井・井上とクロストークを展開する。

  - 2017年度のナイターオフ期間には、当番組の開始時刻を13:55に変更[8]。『延長スペシャル』の放送枠（17:59 - 21:00）には、『MBSベースボールパーク』のナイターオフ版をレギュラーで編成した。
  - 2018年度のプロ野球シーズン中は、当番組の開始時刻を13:59に設定[9]。阪神のデーゲーム開催日には、当該試合の中継をフロート番組として挿入せず、『MBSベースボールパーク』としての中継枠を単独で編成する（14:00開始予定の試合では14時の時報明けから中継を開始）。ただし、MBSの自社制作で中継する場合には、2017年度に続いて桜井と井上（休演の場合には他のスポーツアナウンサー）が中継の途中で当番組のスタジオから出演。その一方で、『ナジャ・グランディーバのレツゴーサタデー』の放送枠を19:00 - 21:00に拡大したため、2017年度と同じ条件で『レツゴーサタデー』を放送する場合には『延長スペシャル』を19:00で終了させている。
  - 2019年度のプロ野球レギュラーシーズン中は、土曜日に阪神のデーゲームと（オリックスを含む[10]）他球団のナイトゲームを開催する場合に、原則として阪神のデーゲーム中継のみ放送[11]。この場合には、ナイトゲームの基本中継枠（17:59 - 21:00）のうち、19:00（または20:00）までの時間帯を『延長スペシャル』に充てていた。残りの時間帯には、（1）『ナジャ・グランディーバのレツゴーサタデー』（2）『MBSみんなのフォーク』（2018年度まで『MBSマンデースペシャル』などの特別番組枠に編成されていたフォークソング・ニューミュージック関連の生放送番組）（3）自社制作による単発の特別番組（4）他局の制作による事前収録の特別番組のいずれかを編成。（1）を月に1回のペースで放送したほか、阪神のデーゲーム中継後に『延長スペシャル』などをはさんで（2）を放送する場合には、井上が『延長スペシャル』に続いて出演していた。
    - 2020年度から当番組の放送枠を引き継ぐ『豊永真琴のMBSミュージックパーク』でも、プロ野球シーズン中の土曜日に阪神のデーゲームが開催される場合には、当該カードの完全生中継を優先する一方で、上記のパターンに沿って『延長スペシャル』を設定している。

## パーソナリティ
◎：出演時点で毎日放送のスポーツアナウンサー

●：出演時点でMBSラジオの野球解説者
- 桜井一枝
  - 当番組の最終回まで32年半にわたって『土曜リクエスト』シリーズに出演してきたことから、最終回の本番前には、毎日放送本社の社長室で「シリーズ番組での共演を通じて弊社の男性アナウンサーの育成に貢献した」という旨の感謝状を社長の三村景一から授与された。
- 井上雅雄◎
  - 土曜日には基本として、『せやねん!』（MBSテレビの生放送番組）午前パートの「せやねん!スポーツ」でスポーツキャスターを務めた後に、当番組へ出演していた。
  - プロ野球シーズン中には、『MBSベースボールパーク』として内包する阪神のデーゲーム中継で実況やベンチリポートを担当する日に、桜井が単独でスタジオから出演。その後で『延長スペシャル』を放送する場合には、当該中継に出演しないスポーツアナウンサーが、桜井のパートナーを務めていた。『豊永真琴のMBSミュージックパーク』でも上記のスタイルを継承するため、（阪神戦を含む）スポーツ中継を担当しない土曜日には、豊永のパートナーとして同番組へ出演する。
  - デーゲーム中継の実況やベンチリポートを担当しない日に『延長スペシャル』を放送する場合には、『延長スペシャル』の第1部まで出演していた。
  - 2018年10月13日には、同年のセントラル・リーグレギュラーシーズン最終戦（平成30年台風第24号接近の影響で中止になった9月30日開催予定分の中日ドラゴンズ対阪神戦）を、ナゴヤドームで14:00からデーゲームとして振替開催。MBSラジオでは当初、当番組を通常どおり編成したうえで、市川いずみ（『MBSベースボールパーク』土曜日担当アシスタント）によるナゴヤドームからのリポートを放送中に随時挿入することを予定していた。しかし、阪神の一軍監督だった金本知憲が10月11日に監督職からの退任を表明したことを受けて、13日午後（14 - 16時台）の番組編成を急遽変更。自社制作による中日対阪神戦の完全生中継を、13:59から関西ローカル向けに放送した。この中継では井上が実況、亀山つとむ（毎日放送野球解説者）が解説、市川が阪神側のベンチリポーターを担当。17時台（17:00 - 17:43）には当番組の短縮版を編成していたが、当該試合が延長11回にまでもつれこんだ関係で中継を17時台の後半にまで延長したため、短縮版は放送されなかった（試合は3 - 2のスコアで阪神が勝利）。

### コーナーパーソナリティ
- 市川いずみ
  - 『MBSベースボールパーク』土曜日担当のスタジオアシスタントとして出演するため、当番組内で中継予定のデーゲームが雨天中止へ至った場合や、ナイトゲームのみを中継する場合には当番組へ登場しなかった。また、中継カードのベンチリポートなどでスタジオへ出演できない場合には、火 - 金曜日担当の豊永真琴が代演していた。
  - 当番組が終了する2020年4月改編から、『MBSベースボールパーク』スタジオアシスタントとしての担当曜日を火 - 金曜日に変更。豊永は、『豊永真琴のMBSミュージックパーク』のパーソナリティと、『MBSベースボールパーク』土曜日（主にデーゲーム中継）・日曜日（ナイトゲーム中継）のスタジオアシスタントを兼務する。

### 本編のパーソナリティ代理
○：『延長スペシャル』第1部にも出演
- 2017年5月6日○[12]・7月8日[13]○・12月23日、2019年10月12日[14]：金山泉◎（『桜井一枝&金山泉のるんるん土曜リクエスト』として放送）
- 2017年11月4日：森本栄浩[15][16]◎（『桜井一枝&森本栄浩のるんるん土曜リクエスト』として放送）
- 2018年2月3日・2月10日：鳥居睦子[17]（『井上雅雄&鳥居睦子のるんるん土曜リクエスト』として放送）
- 2019年9月21日○：馬野雅行◎[18]（『桜井一枝&馬野雅行のるんるん土曜リクエスト』として放送）
- 2019年11月9日：三ツ廣政輝◎[15]（『桜井一枝&三ツ廣政輝のるんるん土曜リクエスト』として放送）
- 2019年11月23日（勤労感謝の日）：近藤亨◎[19]（『桜井一枝&近藤亨のるんるん土曜リクエスト』として放送）

### 『延長スペシャル』にのみ出演した人物
- 2017年4月8日・5月6日：安藤統男●（第1部のみ）
- 2017年4月8日：馬野雅行◎・一枝修平●（第2部のみ）
- 2017年5月6日：仙田和吉[20]◎・一枝修平●（第2部のみ）
- 2018年10月6日：金山泉◎・鳥居睦子（『るんるん土曜リクエスト延長スペシャル MBSみんなのフォーク』として19:00 - 21:00に放送）

『MBSみんなのフォーク』については、2019年度から阪神のデーゲーム中継が予定されている日に、『延長スペシャル』からの独立番組として随時編成。基本として、鳥居と井上のコンビで進行する。ただし、阪神デーゲームの中止によって当番組の本編を通常どおり放送する場合には、井上以外のスポーツアナウンサーが鳥居のパートナーを務めていた。

### 『土曜リクエスト・リターンズ』の放送日・出演者
※：出演時点で毎日放送のアナウンサー
- 2020年2月8日：桜井一枝・西靖※（『西靖&桜井一枝のわくわく土曜リクエスト・リターンズ』として放送）
- 2020年2月15日：桜井一枝・河田直也※（『河田直也&桜井一枝のうきうき土曜リクエスト・リターンズ』として放送）

『土曜リクエスト』シリーズでは、シリーズ番組で桜井と共演の経験がある若手・中堅の男性アナウンサー（いずれも初共演の時点）を「桜井チルドレン」と総称するとともに、共演の機会が早い順に以下の称号を与えていた（称号は放送期間によって変動）。これは西以降のパートナーがすべて桜井より年下であることに由来する。
- 「長男」：西靖
- 「次男」：河田直也
- 「三男」：山中真
- 「四男」：井上雅雄
- 「五男」：金山泉
- 「六男」：鈴木健太（2017年7月1日付で東京支社のPR部へ異動）
- 「七男」：大吉洋平
- 「八男」：福島暢啓
- 「九男」：森本尚太
- 「十男」：三ツ廣政輝

井上・金山・森本尚太・三ツ廣は、桜井と初めて共演した時点でスポーツ担当を兼務。他のスポーツアナウンサーについては、上記のように共演の機会があっても、放送上は「桜井チルドレン」に含めていなかった。

## 主なコーナー・企画
◎：『うきうき』から継承
- 阪神タイガース公式戦などのNPBデーゲーム中継（前述）◎
- ウィークエンドガイド◎
  - 商品やサービスの紹介を兼ねた量販店・施設からの生中継コーナーで、上記のデーゲーム中継を内包しない週の14時台・15時台に1回ずつ放送。『うきうき』時代に続いて、森田恵美子（MC企画所属のフリーアナウンサー）が14時台、河合美保（TTB→パートナーズ・プロ所属のフリーアナウンサー）が15時台に別々の場所からリポートを担当した。後に、リポーターを吉村珠佳（『ありがとう浜村淳です』に「ありがとう娘。」として出演している昭和プロダクション所属のフリーアナウンサー）へ交代。
- MBSニュース◎・お天気のお知らせ◎
  - デーゲーム中継を内包しない週には14時台と15時台に1回ずつ、内包する週には5回裏の終了後に放送。『MBSニュース』については、毎日放送本社内のスタジオ（放送上の呼称は「報道スタジオ」）から、当日のパーソナリティ以外の同局アナウンサーがシフト勤務で担当していた。
  - 『お天気のお知らせ』については、毎日放送報道局気象予報部の独自観測による天気予報[21] ではなく、日本気象協会発表の天気予報を同協会関西支部所属の気象予報士が生中継形式で伝える。ちなみに、デーゲーム中継を内包しない週には、スタジオとのトーク形式で進行。デーゲーム中継週には、気象予報士が単独で担当していた。
- MBS交通情報◎
  - デーゲーム中継を内包しない週には14時台・15時台・17時台に1回ずつ、内包する週には『MBSニュース』『お天気のお知らせ』とセットで5回裏の終了後に、日本道路交通情報センター大阪センターからの生中継形式で放送。
- ウィークエンドネットワーク◎
  - 本編をMBSで制作する企画ネットコーナーとして、17時の時報明けに5分間内包。特別編成などで本編を16時台までに終了する場合には、17:38から独立番組として放送していた。
  - デーゲーム中継の延長によって当番組も本編も放送できなかった場合には、本編の前後に放送する予定だったネットCMを、ナイトゲームの中継（中継しない場合には『延長スペシャル』や18 - 20時台の特別番組）内で消化。本編のニュースについては、ナイトゲーム中継や『延長スペシャル』の第1部に『MBSニュース』として内包していた。
- るんるん虎気分
  - 阪神タイガースと音楽をつなぐ通年放送のコーナー。井上がスポーツアナウンサーとしての取材や阪神関係者との交流を通じて得た阪神関連のエピソードを紹介するとともに、阪神の選手が愛聴する楽曲や、本拠地（阪神甲子園球場や京セラドーム大阪）での登場曲を流していた。
- DJモトオの洋楽リクエスト
  - 洋楽に造詣の深い安藤統男（毎日放送野球解説者）をゲストに迎える場合に放送。『with Tigers MBSベースボールパーク みんなでホームイン!』（MBSラジオが2015年度・2016年度にプロ野球のオフシーズンに編成していた生放送番組）で安藤が選曲を担当する「DJモトオの今週の1曲」からの派生企画で、安藤からのリクエストに沿って、洋楽を1曲流していた。

番組内で放送するインフォマーシャルやラジオショッピングコーナーについては、『うきうき』時代に続いて、桜井が単独でメッセージの紹介や進行を担当した。
また、過去の『リクエスト』シリーズに続いて、毎年の最終放送 では「赤白歌合戦」（当番組でのタイトルは「るんるん赤白歌合戦」）を実施。桜井が「赤組」として女性アーティストの楽曲、井上が「白組」として男性アーティストの楽曲を交互に10数曲紹介したうえで、リスナーからのインターネット投票（放送開始から17:30まで受付）によって勝敗を決定する。この日は、「ウィークエンドガイド」を休止するとともに、「るんるん虎気分」も「赤白歌合戦」に組み込む。
以下はいずれも、次回の放送までに、リスナーからハガキ限定で回答を受け付けるクイズ。全てのクイズの回答を1枚のハガキに記すことが条件で、全問正解のリスナーから毎回、抽選で2名に現金2万円（初期は3万円だった）を進呈する。『延長スペシャル』を編成する週に、デーゲーム中継の延長などで本編を休止する場合には、『延長スペシャル』の第1部で実施。本編のみの短縮放送を実施する場合には、いずれか一方のクイズにとどめていたため、当選者を1名に限っていた。
- 鍵盤ハーモニカクイズ◎
  - 井上（休演する場合には代演のスポーツアナウンサー）が放送中に鍵盤ハーモニカ（リコーダー）で繰り返し奏でるメロディから、演奏曲のタイトルと歌手名をリスナーに当てさせた。
  - 2018年1月13日放送分には、「コトノハ」（毎日放送アナウンサー室が年に1回開催するアナウンサーの朗読イベント）の告知を兼ねて、イベントリーダーで前番組『うきうき』のパーソナリティだった河田直也（毎日放送アナウンサー）がゲストで出演。後輩アナウンサーでもある井上との対決形式で、『うきうき』の終了以来初めて、鍵盤ハーモニカの演奏を生放送中に披露した[23]。なお、河田は同年2月10日放送分にも出演している。
- 木琴クイズ◎
  - 桜井が放送中に木琴で繰り返し奏でるメロディから、演奏曲のタイトルと歌手名をリスナーに当てさせるクイズ。演奏曲については、曲名と楽譜を記した籤を、桜井が毎回の演奏前に引くことによって決めていた。
  - 2019年7月～12月には月1回、韓国出身の歌手Soul Cryが朗読クイズを担当し、それがある回は全3問となっていて、当選者は3人になっていた。また、正解発表時には、その曲をSoul Cryが歌唱していた。

なお、木琴クイズ、鍵盤ハーモニカクイズ時には『わくわく』、『うきうき』各時代同様にクイズのタイトルコール後に「ピンポン、ピンポン」とチャイムが2回鳴ってからそれぞれのクイズを始めていた。